# Пейнакер-Нотдорп
Пейнакер-Нотдорп (нід. Pijnacker-Nootdorp) — муніципалітет у Нідерландах, у провінції Південна Голландія. До його складу вхиодить три населені пункти: Делфгау, Нотдорп та Пейнакер.

## Населення
Станом на 31 січня 2022 року населення муніципалітету становило 56652 осіб. Виходячи з площі муніципалітету 37,08 кв. км., станом на 31 січня 2022 року густота населення становила 1.528  осіб/кв. км.
За даними на 1 січня 2020 року 22,0%  мешканців муніципалітету мають емігрантське походження, у тому числі 8,8%  походили із західних країн, та 13,1%  — інших країн.